# Fresney-le-Puceux
Fresney-le-Puceux är en kommun i departementet Calvados i regionen Normandie i norra Frankrike. Kommunen ligger i kantonen Bretteville-sur-Laize som ligger i arrondissementet Caen. År 2022 hade Fresney-le-Puceux 803 invånare.

## Befolkningsutveckling
Antalet invånare i kommunen Fresney-le-Puceux
Referens: INSEE